# 420 (tal)
420 (fyrahundratjugo) är det naturliga talet som följer 419 och som följs av 421.

## Inom matematiken
- 420 är ett jämnt tal.
- 420 är ett sammansatt tal
- 420 är ett ymnigt tal
- 420 är ett rektangeltal
- 420 är ett Harshadtal
- 420 är ett 141-gontal
- 420 är summan av fyra på varandra följande primtal (101 + 103 + 107 + 109)
- 420 är 0 i Mertensfunktionen
- 420 är det första talet som är delbart med alla tal från 1 till 7
- 420 är ett mycket ymnigt tal

## Inom vetenskapen
- 420 Bertholda, en asteroid.